# Mine d'uranium de Gachin

Carte des installations nucléaires iraniennes

La Mine d'uranium de Gachin, aussi orthographiée Gchine (en persan : گچین) est localisée à 16 km à l'ouest du port de Bandar Abbas dans la province du Hormozgan au sud de l'Iran.
En décembre 2010, le président de l'Organisation de l'énergie atomique d'Iran Ali Akbar Salehi annonce avoir produit un premier lot de yellow cake à partir de minerai extrait de la mine de Gachin. 
Le 29 janvier 2014, trois inspecteurs de l’AIEA ont inspecté cette mine d’uranium.
Le think tank américain ISIS estime la production de la mine de Gchine à 21 tonnes d'uranium par an.
D'après les données de l'OCDE et de l'Association nucléaire mondiale publiées en 2014, la production cumulée d'uranium de l'Iran jusqu'en 2013 atteint seulement 59 tonnes de yellow cake.